# Changsha (dialect)
Changsha (naam in dit dialect (IPA): [ʦã13 sɔ33 fɔ21]) is een Chinees dialect dat behoort tot de taal Xiang. Het wordt vooral gesproken door de autochtone bevolking van Changsha als moedertaal.
- Sino-Tibetaanse talen
  - Chinese talen
    - Xiang (taal)
      - Changyihua
        - Changsha

## Toonhoogtes
Changshalish heeft vijf toonhoogtes.
| Toonnummer | Toonnaam           | Tooncontour         | Omschrijving |
| ---------- | ------------------ | ------------------- | ------------ |
| 1          | yin ping (陰平)    | [˧] (3) or [ā]      | midden       |
| 2          | yang ping (陽平)   | [˩˧] (13) or [ǎ]    | rijzend      |
| 3          | shang sheng (上聲) | [˦˩] (41) or [â]    | dalend       |
| 4          | yin qu (陰去)      | [˥] (5) or [á]      | hoog         |
| 5          | yang qu (陽去)     | [˨˩] (21) or [à]    | laag         |
| 6          | ru sheng (入聲)    | [˨˦ʔ] (24′) or [aʔ] | onstabiel    |